# Veronica piroliformis
Veronica piroliformis är en grobladsväxtart som beskrevs av Adrien René Franchet. Veronica piroliformis ingår i släktet veronikor, och familjen grobladsväxter. Inga underarter finns listade i Catalogue of Life.